# DIN 6798
DIN 6798 er en DIN-Standart for en tandskive med Indv- eller Udvendigetænder.
| Gevind         |  | M2    | M2,5  | M3    | M3,5  | M4    | M5    | M5    | M6    |
| -------------- |  | ----- | ----- | ----- | ----- | ----- | ----- | ----- | ----- |
| Type A & J     |  | -     | -     | -     | -     | -     | -     | -     | -     |
| Diameter d1:   |  | 2,2   | 2,7   | 3,2   | 3,7   | 4,3   | 5,1   | 5,3   | 6,4   |
| Diameter d2:   |  | 4,5   | 5,5   | 6     | 7     | 8     | 9     | 10    | 11    |
| Højde s:       |  | 0,3   | 0,4   | 0,4   | 0,5   | 0,5   | 0,5   | 0,6   | 0,7   |
| Højde h (min): |  | 3 x s | 3 x s | 3 x s | 3 x s | 3 x s | 3 x s | 3 x s | 3 x s |

| Gevind         |  | M7    | M8    | M8    | M10   | M12   | M14   | M16   | M18   |
| -------------- |  | ----- | ----- | ----- | ----- | ----- | ----- | ----- | ----- |
| Type A & J     |  | -     | -     | -     | -     | -     | -     | -     | -     |
| Diameter d1:   |  | 7,4   | 8,2   | 8,4   | 10,5  | 13    | 15    | 17    | 19    |
| Diameter d2:   |  | 12,5  | 14    | 15    | 18    | 20,5  | 24    | 26    | 30    |
| Højde s:       |  | 0,8   | 0,8   | 0,8   | 0,9   | 1     | 1     | 1,2   | 1,4   |
| Højde h (min): |  | 3 x s | 3 x s | 3 x s | 3 x s | 3 x s | 3 x s | 3 x s | 3 x s |

| Gevind         |  | M20   | M22   | M24   | M27   | M30   |
| -------------- |  | ----- | ----- | ----- | ----- | ----- |
| Type A & J     |  | -     | -     | -     | -     | -     |
| Diameter d1:   |  | 21    | 23    | 25    | 28    | 31    |
| Diameter d2:   |  | 33    | 36    | 38    | 44    | 48    |
| Højde s:       |  | 1,4   | 1,5   | 1,5   | 1,6   | 1,6   |
| Højde h (min): |  | 3 x s | 3 x s | 3 x s | 3 x s | 3 x s |

| Gevind         |  | M3    | M3,5  | M4    | M5    | M6    | M8    | M10   | M12   |
| -------------- |  | ----- | ----- | ----- | ----- | ----- | ----- | ----- | ----- |
| Type V         |  | -     | -     | -     | -     | -     | -     | -     | -     |
| Diameter d1:   |  | 3,2   | 3,7   | 4,3   | 5,3   | 6,4   | 8,4   | 10,5  | 13    |
| Diameter d2:   |  | 6     | 7     | 8     | 9,8   | 11,8  | 15,3  | 19    | 23    |
| Højde s:       |  | 0,2   | 0,25  | 0,25  | 0,3   | 0,4   | 0,4   | 0,5   | 0,5   |
| Højde h (min): |  | 3 x s | 3 x s | 3 x s | 3 x s | 3 x s | 3 x s | 3 x s | 3 x s |